# Classification de Bianchi
Pour les articles homonymes, voir Bianchi.
La classification de Bianchi est une classification des algèbres de Lie réelles de dimension 3, donnée par Luigi Bianchi.

## Classification de Bianchi
| Type      | Description                   | Exemple                     | Groupe de Lie                                                                                                   | Matrice                                                                                  |
| --------- | ----------------------------- | --------------------------- | --- | ---------------------------------------------------------------------------------------- |
| Type I    | Abélienne                     | R³, muni d'un crochet nul   | R³ comme groupe additif                                                                                         | M = 0                                                                                    |
| Type II   | Nilpotente et unimodulaire    | H³, l'algèbre de Heisenberg | Le Groupe de Heisenberg de dimension 3                                                                          | M nilpotente non nulle                                                                   |
| Type III  | Résoluble et pas unimodulaire | Rx...                       | RxG : Produit direct du groupe additif R et du groupe G des matrices triangulaires supérieures de déterminant 1 | M a une unique valeur propre nulle                                                       |
| Type IV   | Résoluble et pas unimodulaire |                             | | M est une matrice non semi-simple possédant une unique valeur propre, qui est non nulle. |
| Type V    | Résoluble et non unimodulaire |                             | | M est une matrice semi-simple possédant une unique valeur propre.                        |
| Type VI   | Résoluble et non unimodulaire |                             | | M a deux valeurs propres réelles distinctes non nulles et de somme non nulle.            |
| Type VI0  | Résoluble et unimodulaire     | so(1,1)                     | SO(1,1) | M possède deux valeurs propres réelles distinctes de somme nulle.                        |
| Type VII  | Résoluble et unimodulaire     |                             | | M a des valeurs propres non réelles et non imaginaires pures.                            |
| Type VII0 | Résoluble et unimodulaire     |                             | Groupe des isométries directes du plan euclidien                                                                | M ne possède que des valeurs propres imaginaires pures non nulles.                       |
| Type VIII | Semisimple et unimodulaire    | sl2(R)                      | SL2(R) | Irréalisable                                                                             |
| Type IX   | Semisimple et unimodulaire    | o3(R) ou su2(C)             | SO3(R) ou SU2(C)                                                                                                | Irréalisable                                                                             |

## Intérêt pour la cosmologie
En cosmologie, cette classification est utilisée pour les espaces-temps homogènes de dimension 3+1. L'univers de Friedmann-Lemaître-Robertson-Walker est isotrope, ce qui est un cas particulier du type I, V et IX décrit ci-dessus. Le cas général correspond à univers homogène, mais dont l'expansion est anisotrope, c'est-à-dire dont le taux d'expansion est différent suivant trois directions orthogonales. Le type IX de la classification de Bianchi (la Métrique de Kasner est un cas particulier) révèle une dynamique particulièrement complexe de l'expansion. Celle-ci se faisant par la succession d'époques de type expansion anisotrope (avec deux directions en expansion, une en contraction) qui sont séparées par des périodes où les taux d'expansion dans les trois directions changent de façon brutale et relativement chaotique.